# ماكس دي فال
ماكس دي فال (بالهولندية: Max de Waal)‏ هو لاعب كرة قدم هولندي في مركز الوسط، ولد في 10 يناير 2002 في هورن في هولندا. لعب مع أياكس أمستردام.

## وصلات خارجية
- ماكس دي فال على موقع قاعدة بيانات كرة القدم.إي يو (الإنجليزية)
- ماكس دي فال على موقع Soccerway.com (الإنجليزية)